# Pyrrhanthera exigua
Pyrrhanthera exigua är en gräsart som först beskrevs av Thomas Kirk, och fick sitt nu gällande namn av Victor Dmitrievich Zotov. Pyrrhanthera exigua ingår i släktet Pyrrhanthera och familjen gräs. Inga underarter finns listade i Catalogue of Life.